# 기타벳푸 마나부
기타벳푸 마나부(일본어: 北別府 学, 1957년 7월 12일~2023년 6월 16일)는 일본의 전 프로 야구 선수이자 야구 지도자, 야구 해설가·평론가이다.
현역 시절 마운드의 정밀기계(マウンドの精密機械)라는 별명이 붙여질 정도의 뛰어난 컨트롤을 무기로 삼았고, 역대 18위가 되는 통산 213승(200선발승으로 통산 선발승 11위)을 기록했다.

## 인물

### 프로 입단 전
가고시마현 소오군 출신으로 미야자키 현립 미야코 농업고등학교 2학년 재학 시절 추계 대회에서 퍼펙트 게임을 달성, 이후 1975년의 프로 야구 드래프트 회의에서 1순위로 지명을 받아되어 히로시마 도요 카프에 입단했다.
전국적으로는 무명의 존재였지만, 히로시마 구단의 스카우트 외에 당시 닛폰햄 파이터스의 감독으로 취임한 오사와 게이지는 관계자로부터 정보를 얻어 기타벳푸의 드래프트 지명을 검토하고 있었다고 한다. 그러나 구단의 프런트나 스카우트들의 반응은 냉담했고, 결국 획득은 보류되기도 하였다. 오사와 감독은 후에 “무명의 선수였기 때문에 획득하려고 하면 간단하게 할 수 있었지만 지명할 수 없었던 것이 매우 유감이다”라고 말했다.

### 프로 입단 후
프로 2년차로부터 선발 로테이션에 들어가 3년차인 1978년에 시즌 10승(9선발)을 기록하면서 1978년부터 1988년까지 11년 연속 두 자릿수 승리 기록(10선발승 이상 - 79년 17, 80년 12, 81년 16, 82년 20, 83년 10, 84년 11,85년 11,86년 18, 87년 10,88년 11)을 달성했다. 1982년에는 시즌 최다인 20승(모두 선발)을 기록하여 다승왕 타이틀을 획득함과 동시에 최고의 투수에게 주어지는 사와무라 에이지상을 수상했다. 4년 후인 1986년에는 다승왕, 최고 평균자책점, 최고 승률, 센트럴 리그 MVP, 사와무라상 등을 연거푸 수상했을 뿐만 아니라 팀의 리그 우승에 기여하기도 했다. 직구의 구위나 변화구의 예리함에 뛰어났을 정도의 것은 없었지만 그것들을 보충하면서 남음이 있을 만큼 뛰어난 제구력으로부터 ‘정밀 기계’라는 별명이 붙여지면서 투수 왕국이라고 불리는 1980년대 히로시마의 간판 투수로서 맹활약을 했다. 요미우리 자이언츠의 에가와 스구루, 요코하마 다이요 웨일스의 엔도 가즈히코, 주니치 드래건스의 고마쓰 다쓰오 등과 함께 최다승을 두 번씩 서로 나누는 등 1980년대의 센트럴 리그를 대표하는 투수 중의 한 사람으로 꼽히기도 했다.
정밀 기계로 불릴 정도의 뛰어난 제구력으로 몸에 닿을 수 있었던 계기는 “프로에 들어가면서 머지않아 보통 있는 선배 투수들의 투구 연습을 보면서 그 볼이 스피드에 압도된 것이었다”고 말하기도 했다. 후에 기타벳푸는 다음과 같은 말을 이렇게 했다.
| “ | 속도로 이길 수 없으면 컨트롤을 갈고 닦을 정도의 마음가짐으로 3년 간은 열심히 해서 결과를 남길 수 없으면 야구를 그만두고 고향에 돌아가려고 생각하고 있었다. | ” |

그 컨트롤의 장점을 나타내는 에피소드로서 본루 상의 삼각형 지점에 둔 3개의 빈 깡통을 두고 단 3개의 공을 던지는 것만으로 모두 넘어뜨려서 옮겼다는 이야기가 있었다. 배터리를 짜고 있었던 다쓰카와 미쓰오도 그 투구에 대해 “미트를 움직이지 않고 잡을 수 있다”라고 높이 평가하고 있어 히로시마 투수 코치 시절에 “근육 랭킹”으로 ‘스트라이크 아웃’에 도전할 때는 현역 선수조차 달성할 수 없는 퍼펙트를 완수하고 있었다. 그렇게 컨트롤에 대한 절대적인 자신을 가지고 있었기 때문에 현역 시절에는 심판의 판정에 클레임을 붙이는 적이 많았다. 야구 중계의 해설에 있어서도 “최근의 투수는 얌전하네요. 나는 심판과도 싸우고 있었어요”라고 함께 이야기를 했다.
1989년과 1990년에는 10승에 닿지 않을 정도의 한계설이 나돌기도 했지만 1991년에는 시즌 11승(10선발)을 기록하여 팀의 에이스 투수로 부활했고 같은 해 팀의 리그 우승에 기여했다. 1992년 7월 16일, 주니치 드래건스와의 경기에서 구단 역사상 처음으로 통산 200승을 달성하여 20세기 최후의 200승 투수가 되었다. 1994년에는 현역 은퇴를 표명했다.
1994년 8월 21일의 요미우리 자이언츠와의 경기(22차전)에서 상대 타자인 마쓰이 히데키로부터 홈런을 허용해 가네다 마사이치가 기록한 379개의 피홈런 개수를 웃돌아 센트럴 리그의 최다 피홈런 기록이 되는 380개를 기록했다. 히로시마 시민 구장의 홈 그라운드 좁음이 화근이 되었다고 토로했다. 마지막 경기가 되는 9월 20일 요미우리전에서의 은퇴 등판이 예정되어 있었지만 그 해의 센트럴 리그는 히로시마, 요미우리, 주니치 등 3개 팀이 시즌 종반까지 우승을 놓고 경쟁을 펼치고 있어서 이 날의 경기도 결국 등판 기회를 받지 않은 채 경기 후에 가진 은퇴식을 거행했다.
현역 시절에 남긴 통산 213승은 일본 프로 야구 역대 18위이며 선발 승리수는 역대 11위인 200승을 기록했다. 여전히 통산 213승은 히로시마 도요 카프의 구단 기록이다. 주니치전에서는 강하게, 주니치 킬러로서도 유명해 통산 52승 27패라는 성적을 남기고 있었다. 그러나 일본 시리즈에는 5회 출장(1979년·1980년·1984년·1986년·1991년)을 하면서 선발로서의 6경기에 등판했지만 3.21의 평균자책점과 0승 5패라는 저조한 성적을 남기면서 일본 시리즈에서 단 한번도 승리 투수가 된 적은 없었다.

### 그 후
은퇴 후 히로시마 홈TV·TV 아사히의 야구 해설위원으로 활동하면서 이후 2001년부터 2004년까지 현역 시절 친정팀인 히로시마 도요 카프의 투수 코치를 맡는 등 지도자 생활을 했다. 2005년부터 다시 히로시마 홈TV의 야구 해설위원과 데일리 스포츠의 야구 평론가를 맡고 있다. 2007년 9월, 자신의 야구 인생을 담은 책을 출간하면서 책의 내용에는 자신의 딸이 대학에서 의학을 전공하는 의학도라는 사실을 밝히기도 했다.
2010년부터는 사와무라상의 선정 위원을 맡고 있으며 2012년 1월 13일에는 일본 야구 명예의 전당에 헌액되었다.
2023년 6월 16일 히로시마시의 한 병원에서 사망하였다. 2020년, 그는 오랫동안 백혈병으로 투병하고 있다고 발표했다.

## 상세 정보

### 출신 학교
- 미야자키 현립 미야코 농업고등학교

### 선수 경력
- 히로시마 도요 카프(1976년~1994년)

### 지도자·기타 경력
- 히로시마 홈TV·TV 아사히 야구 해설위원(1995년~2000년)
- 히로시마 도요 카프 투수 코치(2001년~2004년)
- 히로시마 홈TV·데일리 스포츠 야구 해설위원(2005년~2007년)

### 수상·타이틀 경력

#### 타이틀
- 다승왕: 2회(1982년, 1986년)
- 최고 평균자책점: 1회(1986년)
- 최고 승률(당시는 타이틀이 아님): 3회(1980년, 1981년, 1991년) ※센트럴 리그에서는 1972년까지 타이틀로 제정됨.

#### 수상
- MVP: 1회(1986년)
- 사와무라 에이지상: 2회(1982년, 1986년)
- 최우수 투수: 2회(1982년, 1986년)
- 베스트 나인: 2회(1982년, 1986년)
- 골든 글러브상: 1회(1986년)
- 월간 MVP: 3회(1982년 5월, 1986년 9월, 1992년 4월)
- 일본 야구 명예의 전당 헌액자(2012년)

### 주요 기록

#### 첫 기록
- 첫 출장: 1976년 9월 16일, 대 야쿠르트 스왈로스 전(메이지 진구 야구장)
- 첫 승리: 1976년 10월 12일, 대 야쿠르트 스왈로스 전(메이지 진구 야구장)

#### 기록 달성 경력
- 통산 100승 달성(1984년 6월 28일)
- 통산 100선발승 달성(1984년 10월 3일)
- 통산 1000탈삼진 달성(1985년 8월 4일)
- 통산 150승 달성(1987년 9월 29일)
- 통산 150선발승 달성(1988년 9월 20일)
- 통산 1500탈삼진 달성(1990년 7월 30일)
- 통산 200승 달성(1992년 7월 16일)
- 통산 200선발승 달성(1994년 8월 9일)

#### 기타
- 올스타전 출장: 7회(1979년~1980년, 1982년~1984년, 1988년, 1992년)

### 등번호
- 20(1976년~1994년)
- 73(2001년~2004년)

### 연도별 투수 성적
| 연 도      | 소 속      | 등 판 | 선 발 | 완 투 | 완 봉 | 무 4 구 | 승 리 | 패 전 | 세 이 브 | 홀 드 | 승 률 | 타 자 | 이 닝  | 피 안 타 | 피 홈 런 | 볼 넷 | 고 4 | 몸 맞 | 탈 삼 진 | 폭 투 | 보 크 | 실 점 | 자 책 점 | 평 자 책 | W H I P |
| ---------- | ---------- | ----- | ----- | ----- | ----- | ------- | ----- | ----- | -------- | ----- | ----- | ----- | ------ | -------- | -------- | ----- | ---- | ----- | -------- | ----- | ----- | ----- | -------- | -------- | ------- |
| 1976년     | 히로시마   | 9     | 4     | 0     | 0     | 0       | 2     | 1     | 0        | --    | .667  | 125   | 29.1   | 28       | 5        | 12    | 0    | 0     | 18       | 0     | 0     | 13    | 13       | 4.03     | 1.36    |
| 1977년     | 히로시마   | 33    | 22    | 3     | 0     | 0       | 5     | 7     | 0        | --    | .417  | 588   | 131.2  | 150      | 27       | 51    | 1    | 6     | 90       | 0     | 0     | 87    | 81       | 5.52     | 1.53    |
| 1978년     | 히로시마   | 39    | 25    | 8     | 2     | 1       | 10    | 7     | 0        | --    | .588  | 745   | 175.0  | 180      | 27       | 56    | 0    | 7     | 98       | 2     | 0     | 91    | 89       | 4.58     | 1.35    |
| 1979년     | 히로시마   | 36    | 33    | 12    | 3     | 4       | 17    | 11    | 0        | --    | .607  | 905   | 215.2  | 218      | 23       | 39    | 2    | 15    | 155      | 1     | 0     | 92    | 86       | 3.58     | 1.19    |
| 1980년     | 히로시마   | 30    | 30    | 6     | 2     | 0       | 12    | 5     | 0        | --    | .706  | 766   | 177.2  | 210      | 19       | 44    | 6    | 9     | 82       | 0     | 0     | 86    | 80       | 4.04     | 1.43    |
| 1981년     | 히로시마   | 32    | 32    | 13    | 2     | 3       | 16    | 10    | 0        | --    | .615  | 934   | 226.1  | 229      | 28       | 43    | 6    | 8     | 123      | 2     | 0     | 89    | 83       | 3.31     | 1.20    |
| 1982년     | 히로시마   | 36    | 35    | 19    | 5     | 5       | 20    | 8     | 1        | --    | .714  | 1061  | 267.1  | 223      | 22       | 44    | 5    | 6     | 184      | 2     | 0     | 89    | 72       | 2.43     | 1.00    |
| 1983년     | 히로시마   | 33    | 30    | 12    | 1     | 0       | 12    | 13    | 0        | --    | .480  | 918   | 215.2  | 228      | 25       | 61    | 2    | 8     | 106      | 1     | 0     | 108   | 95       | 3.96     | 1.34    |
| 1984년     | 히로시마   | 32    | 27    | 9     | 2     | 1       | 13    | 8     | 2        | --    | .619  | 855   | 203.2  | 215      | 18       | 46    | 3    | 2     | 99       | 1     | 0     | 83    | 75       | 3.31     | 1.28    |
| 1985년     | 히로시마   | 35    | 24    | 8     | 3     | 2       | 16    | 6     | 2        | --    | .727  | 833   | 199.0  | 209      | 19       | 55    | 3    | 8     | 85       | 3     | 0     | 88    | 79       | 3.57     | 1.33    |
| 1986년     | 히로시마   | 30    | 30    | 17    | 4     | 5       | 18    | 4     | 0        | --    | .818  | 915   | 230.0  | 216      | 21       | 30    | 4    | 10    | 123      | 0     | 0     | 67    | 62       | 2.43     | 1.07    |
| 1987년     | 히로시마   | 29    | 29    | 6     | 1     | 4       | 10    | 14    | 0        | --    | .417  | 776   | 181.2  | 206      | 26       | 31    | 5    | 2     | 119      | 2     | 0     | 101   | 88       | 4.36     | 1.30    |
| 1988년     | 히로시마   | 27    | 27    | 13    | 1     | 9       | 11    | 12    | 0        | --    | .478  | 861   | 209.2  | 224      | 22       | 27    | 5    | 3     | 112      | 3     | 2     | 87    | 73       | 3.13     | 1.20    |
| 1989년     | 히로시마   | 22    | 21    | 1     | 0     | 0       | 9     | 10    | 0        | --    | .474  | 482   | 110.0  | 135      | 22       | 18    | 0    | 4     | 69       | 1     | 0     | 75    | 67       | 5.48     | 1.39    |
| 1990년     | 히로시마   | 17    | 17    | 1     | 0     | 1       | 8     | 4     | 0        | --    | .667  | 420   | 98.1   | 115      | 15       | 14    | 3    | 2     | 58       | 1     | 0     | 52    | 48       | 4.39     | 1.31    |
| 1991년     | 히로시마   | 25    | 24    | 3     | 1     | 0       | 11    | 4     | 0        | --    | .733  | 582   | 141.1  | 149      | 20       | 31    | 2    | 2     | 73       | 0     | 0     | 56    | 53       | 3.38     | 1.27    |
| 1992년     | 히로시마   | 26    | 26    | 4     | 1     | 1       | 14    | 8     | 0        | --    | .636  | 735   | 181.1  | 179      | 25       | 28    | 1    | 2     | 101      | 1     | 0     | 61    | 52       | 2.58     | 1.14    |
| 1993년     | 히로시마   | 13    | 13    | 0     | 0     | 0       | 6     | 6     | 0        | --    | .500  | 302   | 69.0   | 79       | 13       | 17    | 0    | 3     | 38       | 0     | 0     | 41    | 40       | 5.22     | 1.39    |
| 1994년     | 히로시마   | 11    | 11    | 0     | 0     | 0       | 3     | 3     | 0        | --    | .500  | 215   | 50.2   | 62       | 13       | 9     | 0    | 2     | 24       | 0     | 0     | 33    | 32       | 5.68     | 1.40    |
| 통산: 19년 | 통산: 19년 | 515   | 460   | 135   | 28    | 36      | 213   | 141   | 5        | --    | .602  | 13018 | 3113.0 | 3255     | 380      | 656   | 48   | 99    | 1757     | 20    | 2     | 1399  | 1268     | 3.67     | 1.26    |

- 굵은 글씨는 시즌 최고 성적.